# Procopius luteifemur
Procopius luteifemur is een spinnensoort uit de familie van de loopspinnen (Corinnidae).
De wetenschappelijke naam van de soort werd in 1956 gepubliceerd door Joachim Schmidt.